# 维戈·延森
维戈·延森（丹麥語：Viggo Jensen，1921年3月29日—2005年11月30日），丹麦男子足球运动员，场上位置是前锋。他曾代表丹麦国奥队参加1948年夏季奥林匹克运动会足球比赛，获得一枚铜牌。